# Actinote zaratensis
Actinote zaratensis är en fjärilsart som beskrevs av Charles Oberthür 1917. Actinote zaratensis ingår i släktet Actinote och familjen praktfjärilar. Inga underarter finns listade i Catalogue of Life.